# 竞租理论

竞租曲线，三条直线分别为零售（Retail）、制造（Manufacturing）、居住（Residential）。

竞租理论（英語：bid rent theory）是研究随着与中央商务区（CBD）的距离增加，土地的价格和需求如何变化相关的一种地理经济理论。它指出，不同的土地使用者为了得到紧邻市中心的土地将会彼此竞价。这是基于这样的理念：零售机构为了使自身利益最大化，他们更愿意付出较高的租金去争取靠近中央商务区的土地，而对远离中央商务区的土地只愿意付出较少的租金。其原因是：越便利的区域（即与顾客联系最密切区域），收益越大。

## 中央商务区（CBD）的竞租理论
土地使用者，无论他们是零售商、办公人员或者居住者，都为中央商务区内最便利的土地而相互竞争，他们为得到那块土地而意愿支付的金额称为“竞租”。这通常可以在“竞租曲线”中反映，其原因是最便利的土地，一般位于市中心，也就是价格最昂贵的土地。
商业（尤其是百貨公司和連鎖店）愿意为内部核心区位支付最昂贵的租金，因为内部核心土地对他们来说极具价值，它是传统意义上的对广大人群而言最便利的区域。为了达到相当可观的营业额，巨大的人流对于百货商店而言至关重要，正因如此，他们愿意，也才有能力去支付极为高昂的土地租金，他们通过建造许多店面将场地的潜力价值最大化。然而，随着与核心区距离的增大，商业愿意支付的租金迅速下降。
而工业则更愿意居于外部核心区。那里可以提供给工廠更多的土地，而且也有许多优点与内部核心相同，如市场和良好的交通联系。
土地越远离中央商务区，交通联系变得越为不便，市场效应也渐弱，对于产业的吸引力随之减弱。但居民可以在这些地方购置土地，因为户主并不非常需求这些因素，而且土地价格下降（与核心区域相比），使他们有能力负担的起。土地越远离核心区域，价格越便宜，这也是市中心平民区（多居住于排屋、公寓和高层）人口密度极高，而郊区和农村（多居住于半独立住宅、独立住宅）的人口密度更低的原因。